# Артемии
Артемиите (Artemia) са род хрилоноги от семейство Artemiidae.
Таксонът е описан за пръв път от Уилям Елфорд Лийч през 1819 година.

## Видове
- Artemia amati
- Artemia americana
- Artemia asiatica
- Artemia australis
- Artemia bivalens
- Artemia cagliartiana
- Artemia elegans
- Artemia eulimene
- Artemia franciscana
- Artemia gracilis
- Artemia jelskii
- Artemia köppeniana
- Artemia micropirencia
- Artemia monica
- Artemia odessensis
- Artemia parthenogenetica
- Artemia persimilis
- Artemia salina – Артемия
- Artemia sessuata
- Artemia sinica
- Artemia sorgeloosi
- Artemia tibetiana
- Artemia tunisiana
- Artemia univalens
- Artemia urmiana
- Artemia westraliensis